# Brian McMillan
Brian Watson McMillan (ur. 24 października 1912 w Stratford, zm. 30 stycznia 1948) – nowozelandzki pilot lotniczy.

## Życiorys
W latach 30. XX wieku wstąpił do Royal Air Force. W latach 1938–1939 służył w Dywizjonie 31 operującym w Indiach Brytyjskich w prowincji North-West Frontier Province (obecnie Chajber Pasztunchwa). W 1942 uczestniczył w moście powietrznym utworzonym w celu ewakuacji Birmy Brytyjskiej. W 1943 dowodził Dywizjonem 582, a w 1945 został dowódcą Dywizjonu 227. Brał udział w bombardowaniach największych miast III Rzeszy takich jak Berlin, Stuttgart, Duisburg, Kilonia, czy Kolonia. Po zakończeniu II wojny światowej wykonywał zawód pilota lotniczego.
Za swoją służbę w czasie działań wojennych był wielokrotnie odznaczany – otrzymał między innymi Order Wybitnej Służby (w październiku 1944), Krzyż Wybitnej Służby Lotniczej, Krzyż Sił Powietrznych, Medal Służby Ogólnej w Indiach, Gwiazdę za Wojnę 1939–1945, Gwiazdę Lotniczych Załóg w Europie, Gwiazdę Birmy, Medal Obrony i Medal Wojny 1939–1945.
McMillan uprawiał też narciarstwo. W 1936 został narciarskim mistrzem Nowej Zelandii. Zdobywał medale mistrzostw kraju w zjeździe. W lipcu 1937 wziął udział w otwartych mistrzostwach Nowej Zelandii w skokach narciarskich rozgrywanych na skoczni Mount Cook Ski Jump. Zajął w nich 4. miejsce, będąc najlepszym Nowozelandczykiem w stawce (przegrał z trzema Amerykanami), a skokiem na odległość 61,5 stopy (około 18,6 metra) ustanowił rezultat uznawany za rekord Nowej Zelandii w długości skoku narciarskiego mężczyzn. Jego nazwiskiem nazwano zawody narciarskie o Puchar McMillana (ang. McMillan Cup).